# アンソニー・アナン
アンソニー・ギルダス・コフィー・アナン（Anthony Gildas Kofi Annan, 1986年7月21日 - ）は、ガーナ・アクラ出身のサッカー選手。トゥルン・パロセウラ所属。元ガーナ代表である。ポジションはミッドフィールダー。
前国際連合事務総長のコフィー・アナンとは又従兄弟である。

## 経歴

### クラブ
2003年にガーナのセコンディ・ハサーカスFCでプロキャリアをスタートさせ、2005年にアクラ・ハーツ・オブ・オークに移籍した。2007年、ノルウェーのIKスタルトに移籍し、すぐにレギュラーを獲得した。しかし2007年シーズンの前半戦は怪我に悩まされ監督の信頼を得ることはできなかった。この理由からスターベクIFに2008年までレンタル移籍することとなった。ここでの活躍が認められ8月31日、名門ローゼンボリBKに移籍した。9月14日にフレドリクスタFK戦でローゼンボリでのデビューを果たした。
2011年1月28日、イヴァン・ラキティッチの後釜としてドイツのシャルケ04へ完全移籍。しかし定位置奪取には至らず、8月22日にオランダのフィテッセへレンタル移籍した。
2012年8月23日、今度はスペインのプリメーラ・ディビシオンのCAオサスナへレンタル移籍。シーズン前半戦の背番号は25だったが、12月1日のラージョ・バジェカーノ戦でシシが大怪我を負い、年明けにアシエル・リエスゴの負傷によって急遽現役復帰を果たしたリカルド・ロペスが登録。リカルドは原則スペインでのGK専用背番号の25を着けることとなったためにシシの登録が抹消され、背番号11に変更となった。

### 代表
2007年3月20日に負傷したマイケル・エッシェンの代わりにガーナ代表初招集を受けた。3月27日、ブラジル代表戦で代表デビュー。2009年11月15日、マリ代表戦で初ゴールを決めた。

## 代表歴

### 出場大会
- ガーナ代表
  - 2010 FIFAワールドカップ

### 試合数
- 国際Aマッチ 65試合 2得点（2007年-2013年）[1]

| ガーナ代表 | 国際Aマッチ | 国際Aマッチ |
| 年         | 出場        | 得点        |
| ---------- | ----------- | ----------- |
| 2007       | 6           | 0           |
| 2008       | 12          | 0           |
| 2009       | 9           | 1           |
| 2010       | 14          | 0           |
| 2011       | 8           | 0           |
| 2012       | 14          | 1           |
| 2013       | 2           | 0           |
| 通算       | 65          | 2           |

## タイトル
クラブ
スターベクIF
- エリテセリエン 2008

ローゼンボリBK
- エリテセリエン 2009
- スーペルフィナレン 2010

シャルケ04
- DFBポカール 2010-11
- DFLスーパーカップ 2011

HJKヘルシンキ
- ヴェイッカウスリーガ 2014, 2017, 2018
- フィンランド・カップ 2014, 2016-17